# Colt Police Positive Special
Colt Police Positive Special — американский шестизарядный револьвер двойного действия, распространённый в качестве служебного и гражданского оружия. Производился оружейной компанией Colt’s Manufacturing Company, использовался сотрудниками правоохранительных органов США.
Револьвер выпускался с 1907 до 1995 года, его небольшая рамка, получившая в 1950-е годы буквенный индекс «D», послужила основой для многих моделей револьверов Colt. Один из самых массовых револьверов Colt, всего произведено более 750 000 за всё время выпуска.

## История разработки

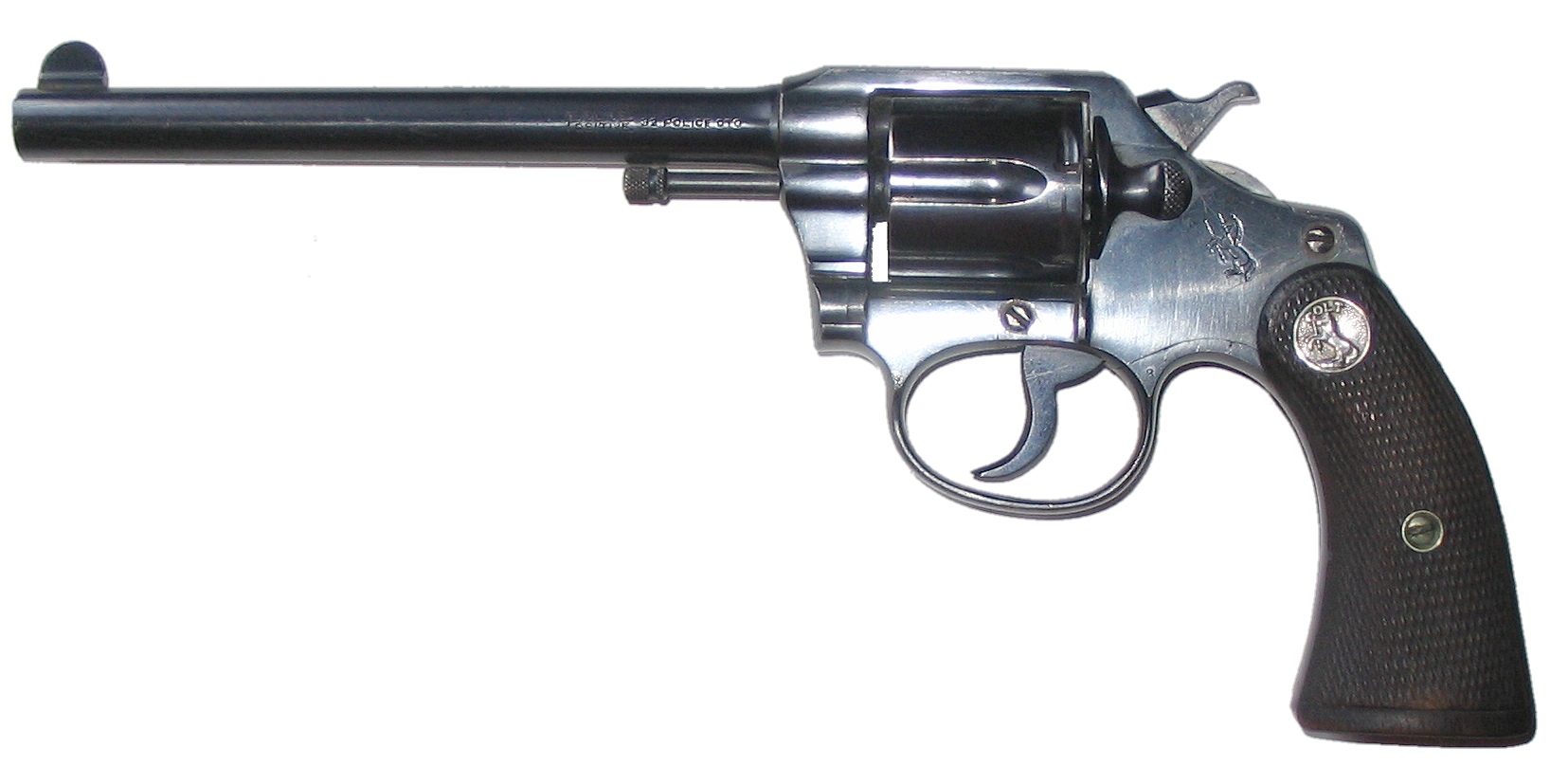
Воронёный Colt Police Positive с шестидюймовым стволом

Colt Police Positive Special появился в 1907 году, одновременно с Colt Police Positive, и отличался от него удлинённой рамкой и барабаном, позволявшими использовать относительно длинные патроны калибра .38 Special, хотя револьвер предлагался и в других калибрах. Как и Police Positive, он получил новую конструкцию автоматического предохранителя, называвшуюся Positive Lock и обеспечивающую невозможность выстрела при не полностью нажатом спусковом крючке.
Популярность револьвера среди полицейских управлений росла с распространением патрона .38 Special и со временем он стал более массовым, чем Police Positive. Кроме .38 Special предлагались варианты калибров .32-20, .32 New Police и .38 New Police (.38 S&W). Применялись стволы длиной 4, 5 и 6 дюймов. Револьвер предназначался в первую очередь для ношения с формой и, в отличие от Police Positive, не имел варианта со стволом 2,5 дюйма.

## Производство

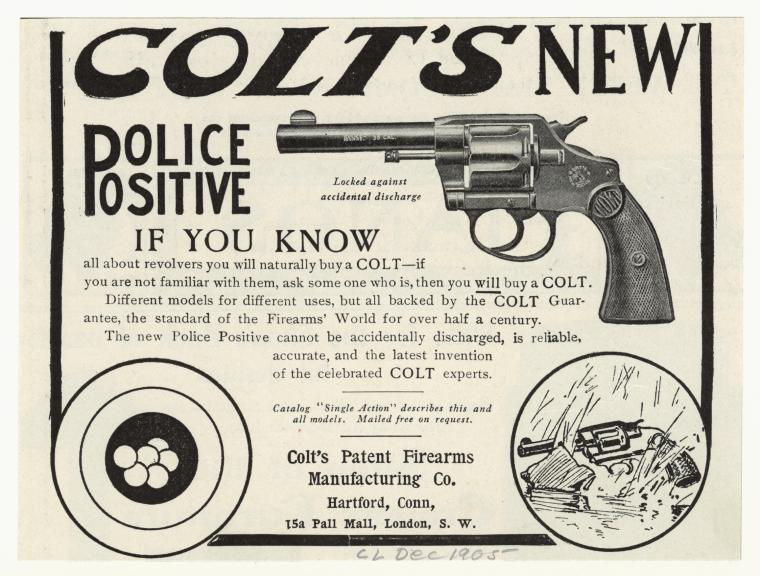
Реклама 1905 года револьвера Colt Police Positive

### Первое поколение
Первое поколение выпускалось в 1907—1927 годах. Стволы длиной 4, 5 и 6 дюймов, отделка полированная воронёная сталь или яркий никель. До 1923 года на револьверы устанавливались накладки рукоятки из эбонита (твёрдая резина, английский термин Hard rubber) с логотипом Colt, после деревянные ореховые накладки с серебряными медальонами Colt.

### Второе поколение
Второе поколение, выпускавшееся в 1928—1946 годах, отличалось насечкой на верхней части рамки, предотвращавшей образование бликов, насечкой на спусковом крючке для лучшего контроля, немного большим расстоянием между спусковой скобой и рукояткой. Накладки рукоятки сначала из гладкого ореха, потом ореховые с ромбической насечкой.

### Третье поколение
Послевоенное, выпускавшееся в 1947—1976 годах, поколение револьверов Colt Police Positive Special получило свойственные всем револьверам Colt тех лет усовершенствования, а именно усечённую сзади форму мушки и новое крепление кронштейна барабана, с более широкой петлёй и без штифта, удерживаемого винтом с правой стороны рамки. Спусковой крючок, как и раньше, делался с насечкой. Рукоятка сначала не отличалась от довоенных револьверов, а в 1950-е годы её углы были закруглены, как у револьвера Colt Detective Special. С 1966-го рукоять стала короткой, как на других револьверах на рамке D в это время, но на неё устанавливались накладки, охватывавшие её снизу и увеличивавшие общий размер рукоятки до обычного, удобного для служебного револьвера. Калибр .38 Special, стволы длиной 4, 5 и 6 дюймов.

### Четвёртое поколение
Револьверы, выпускавшиеся в 1977—1993 годах, получили так называемый «обёрнутый» ствол, с пеналом экстрактора, аналогичный стволу револьвера Colt Viper на алюминиевой рамке. На стволы наносилась маркировка Police Positive, без слова Special, кроме указания калибра .38 Special, но револьверы обычно называют Police Positive Special, чтобы избежать путаницы. Накладки широкие, охватывающие рукоять спереди.

### Пятое поколение
Револьверы пятого поколения, получившие название Police Positive Mark V, выпускались в 1994—1995 годах. Они отличались «обёрнутым» четырёхдюймовым стволом с длинным, на всю длину, приливом пенала экстрактора, скошенным от дульного среза, как у более крупного револьвера Colt King Cobra. Несмотря на название, написанное на стволе, Police Positive MK V, они не имели общих конструктивных решений с револьверами на рамке V, кроме упомянутого скоса удлинённого пенала экстрактора. Во время производства устанавливались оболочки рукояти Compac фирмы Pachmayr. С прекращением выпуска этих револьверов в 1995 году, производство Colt Police Positive Special завершилось.

## Особенности револьвера

### Калибр и варианты отделки
Револьвер предлагался до Второй Мировой войны в калибрах .32 Colt New Police, .32-20 Winchester, .38 Colt New Police, .38 Special, после войны только .38 Special, и со стволами длиной 4, 5 и 6 дюймов. Отделка — воронёная полированная сталь или яркий никель.

### Модификации

#### Colt Detective Special
Появившаяся в 1927 году короткая, со стволом длиной 2 дюйма, модификация револьвера. Условно делится на несколько поколений с узнаваемыми внешними признаками, выпускалась в 1927—1986 и 1992—1995 годах, а под названиями DS-II и SF-VI поздний вариант производился в 1995—1996 году. Этот револьвер, получивший большое распространение как оружие для скрытого ношения, в свою очередь стал основой для нескольких моделей. Очень широко популяризован в литературе и кино. Выпускался в калибрах .32 New Police, .38 New Police и .38 Special. Отделка полированная воронёная сталь или яркий никель, модели DS-II и SF-VI матовая нержавеющая сталь (редко полированная нержавеющая сталь).

#### Colt Viper
Производившаяся с 1977 до 1984 года модификация револьвера на алюминиевой рамке. Конструктивно подобен револьверу Colt Cobra с длинным четырёх дюймовым стволом, внешне практически не отличается от Police Positive Special соответствующих годов выпуска. Длина ствола 4 дюйма, отделка или чёрное блестящее покрытие алюминиевой рамки и воронение стальных деталей, или яркий никель. Калибр .38 Special. Количество произведённых револьверов было небольшим, в сочетании со «змеиным» названием, это сделало Colt Viper ценным предметом коллекционирования, так как собирательство семи моделей револьверов Colt, имевших названия по породам змей, распространено среди любителей этого оружия.

#### Colt Diamondback
Производившийся в 1966—1991 годах вариант с регулируемыми прицельными приспособлениями. Внешне напоминающий очень популярный в то время Colt Python, но намного меньшего размера, револьвер имел рамку с плоским верхом и регулируемым прицелом, широкую спицу курка и характерный ствол с длинным пеналом экстрактора и «вентилируемой» планкой, как у Python. Отделка полированная воронёная сталь или яркий никель. Калибры .22 LR и .38 Special, длина ствола 2,5, 4 и 6 дюймов. Накладки деревянные из ореха с насечкой, охватывающие рукоятку снизу узкие «служебные» у короткого варианта и охватывающие снизу и спереди широкие «спортивные» у длинных. Медальоны на накладках серебряные у ранних и золотые у поздних выпусков. Короткий вариант калибра .38 Special был популярен как полицейское оружие для скрытого ношения, более компактное и лёгкое, чем похожий на него Colt Python. Револьверы калибра .22 LR предназначались для развлекательного и тренировочного использования.